# Darío Delgado
Dario Alejandro Delgado Mora (ur. 14 grudnia 1985) – kostarykański piłkarz występujący na pozycji obrońcy. Zawodnik klubu UCR.

## Kariera klubowa
Delgado zawodową karierę rozpoczynał w 2006 roku w zespole Deportivo Saprissa. W 2007 roku zdobył z nim mistrzostwo Kostaryki. Po tym sukcesie odszedł do Puntarenas FC. W sezonie 2009/2010 wywalczył z nim wicemistrzostwo fazy Invierno. W 2010 roku został wypożyczony do amerykańskiego CD Chivas USA. W MLS zadebiutował 10 kwietnia 2010 roku w wygranym 2:0 pojedynku z New York Red Bulls. W sezonie 2010 w barwach Chivas zagrał 22 razy. Potem wrócił do Puntarenas. W 2011 roku grał na wypożyczeniu w chińskim Guangdong Sunray Cave z China League One. Po zakończeniu sezonu 2011 tych rozgrywek, wrócił do Puntarenas.

## Kariera reprezentacyjna
W reprezentacji Kostaryki Delgado zadebiutował w 2009 roku. W tym samym roku został powołany do kadry na Złoty Puchar CONCACAF. Zagrał na nim w meczach z Jamajką (1:0), Gwadelupą (5:1) oraz Meksykiem (1:1, 3:5 w rzutach karnych). Z tamtego turnieju Kostaryka odpadła w półfinale.